# زردپره کوچک

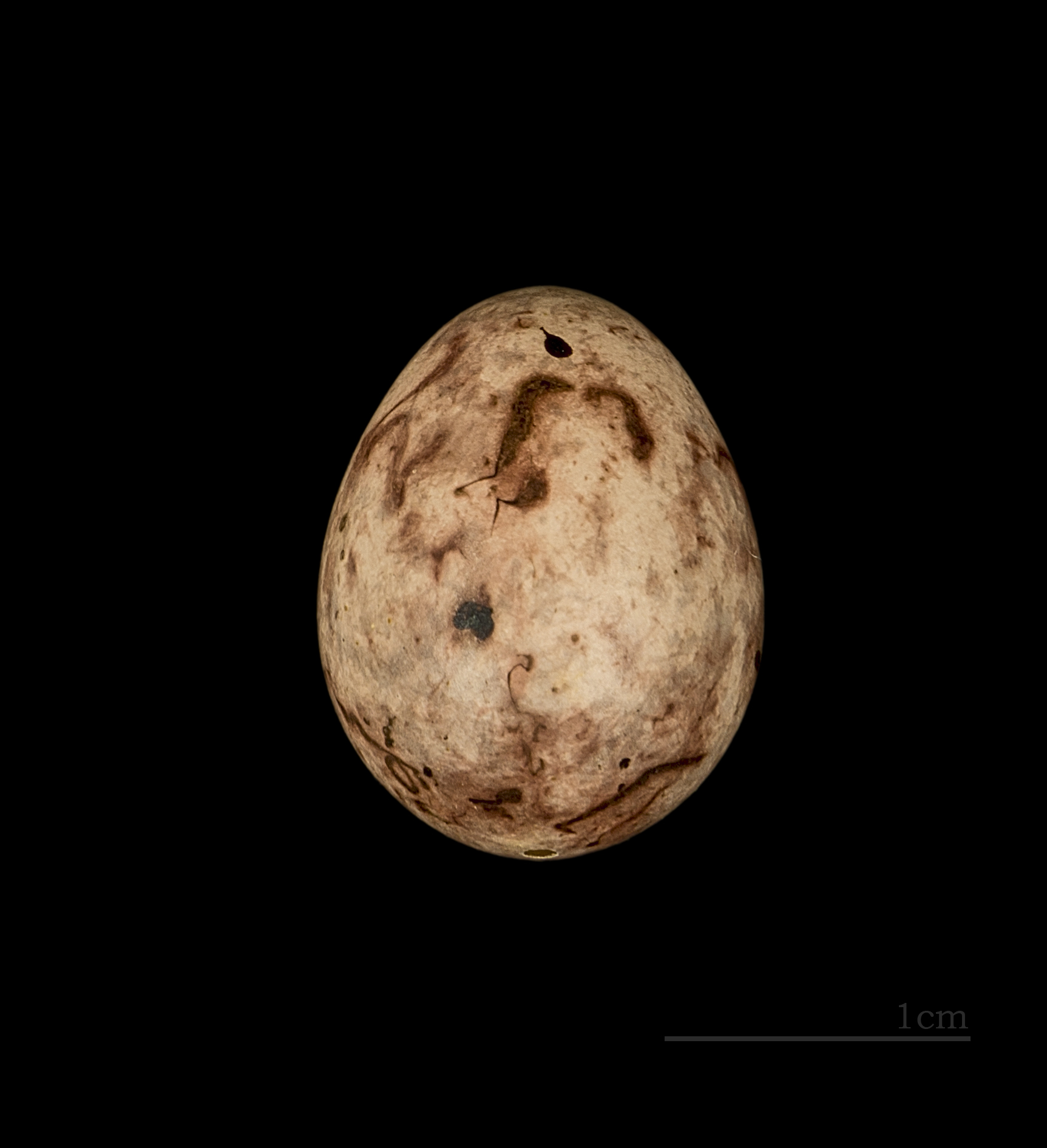
Emberiza pusilla

زردپره کوچک (نام علمی: Emberiza pusilla) پرنده‌ای از گروه زردپره‌ها در تیرهٔ زردپرگان در راستهٔ گنجشک‌سانان است. محل زندگی و زادآوری این پرنده از تایگا از شمال خاور دور اروپا و شمال آسیا است. زرد پره کوچک پرنده‌ای کوچنده است و در زمستان به منطقه زیر استوایی در شمال هند و جنوب چین می‌رود. در ایران نیز به ندرت دیده شده است. در جنگل‌های مخروطیان، توس و بید مجنون زندگی می‌کند. آشیانه خود را بر درختان می‌سازد و ۴ تا ۶ تخم می‌گذارد.